# تفجير محطة حافلات الخضيرة
تفجير محطة الحافلات في الخضيرة هو هجوم انتحاري نفذته حركة حماس عام 1994 على حافلة ركاب كانت مغادرة من محطة الحافلات المركزية في الخضيرة إلى تل أبيب أسفر عن مقتل 6 وإصابة 30. جاء الهجوم بعد أسبوع واحد من هجوم آخر لحماس، وهو تفجير حافلة العفولة. كل من الهجمات كانت مدفوعة رسمياً من قبل حماس على أنها انتقام لمذبحة كهف البطاركة التي قام بها باروخ جولدشتاين ضد المصلين المسلمين في فبراير. وقع الهجوم في يوم ذكرى الإسرائيلي.
قام يحيى عياش، مهندس المتفجرات في كتائب عز الدين القسام، بصنع قنبلة باستخدام 2 كيلوغرام من مادة بيروكسيد الأسيتون محلية الصنع، وتم اختيار عمار صلاح دياب العمارنة، البالغ من العمر 21 عامًا من مواليد يعبد في الضفة الغربية، لتنفيذ المهمة.
في صباح يوم 13 أبريل 1994، استقل عمار الحافلة الساعة 9:30 صباحًا إلى تل أبيب، وفي الساعة 9:40 صباحًا بينما كانت الحافلة تخرج من المحطة، وضع الكيس الذي يحتوي على القنبلة على أرضية الحافلة، «حيث يمكن للشظايا أن تمزق عبر الشرايين الحيوية في منطقة الفخذ» وفجرها. عندما تجمع عمال الإنقاذ الإسرائيليون في موقع الانفجار انفجرت قنبلة أنبوبية ثانية، وأعلنت حماس فيما بعد مسؤوليتها عن الهجوم.